# 纜車八幡宮山上站
纜車八幡宮山上站（日语：／ Keburu hachimangu-sanjo eki */?）是位於京都府八幡市八幡，屬於京阪電氣鐵道鋼索線（石清水八幡宮參道纜車）的車站。車站編號是KH81。從此站前往轉乘京阪本線（石清水八幡宮站）的纜車八幡宮口站只需三分鐘。但是轉乘時需要出閘。

## 歷史
- 1926年（大正15年）6月22日：男山索道男山站啟用。
- 1928年（昭和3年）5月28日：公司名稱變更，成為男山鐵道的車站。
- 1944年（昭和19年）2月11日：為了供應物資而把車站廢除。
- 1955年（昭和30年）12月3日：京阪電氣鐵道鋼索線八幡宮站啟用。
- 1957年（昭和32年）1月1日：車站改名為男山山上站。
- 2019年（令和元年）10月1日：車站改名為纜車八幡宮山上站[1]。

## 車站構造
此站是地面車站，設有2面1線的港灣式月台，但是通常只使用西邊的鐵路線。此站沒有站員當值在檢票口（只有負責運輸的職員），從此站乘車時會在纜車八幡宮口站進行結算車費。

## 車站周邊
- 石清水八幡宮
- 京都國學院（日语：國學院）

## 相鄰車站
京阪電氣鐵道
 鋼索線（石清水八幡宮參道纜車）
纜車八幡宮口（KH80）－纜車八幡宮山上（KH81）

## 注腳
1. ↑   (PDF) (新闻稿). 京阪電気鉄道／京阪ホールディングス. 2019-05-14  [2020-11-29]. （原始内容 (PDF)存档于2020-11-28） （日语）.

## 外部連結
- 纜車八幡宮山上 - 京阪電氣鐵道